# Črni potok (Logatec)
Črni potok je potok, ki izvira v dolini zahodno od naselja Žibrše in vzhodno od hriba Kozji vrh (665 mnm) v občini Logatec. V Gorenjem Logatcu se združi z Reko in teče dalje pod imenom Logaščica, ki ponikne v središču Logatca v obzidanem ponoru, imenovanem Jačka. Reka sodi v porečje Ljubljanice.